# Initiative „Schulen: Partner der Zukunft“

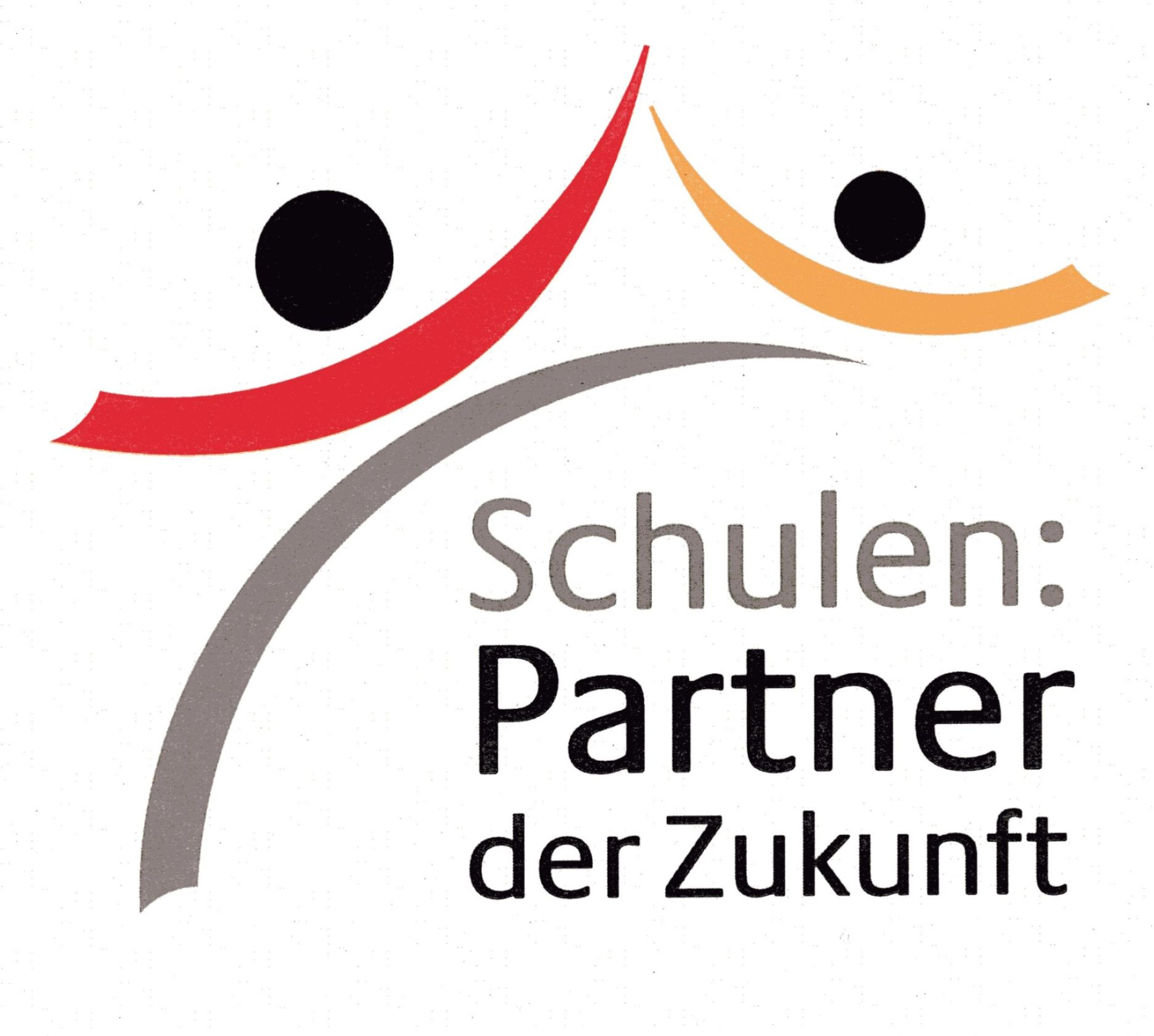
Offizielles Logo der Partnerschulinitiative

Schulen: Partner der Zukunft (PASCH) ist eine Initiative, die 2008 vom Auswärtigen Amt ins Leben gerufen wurde. Sie umfasst ein weltweites Netzwerk von 2000 Partnerschulen mit einer besonderen Deutschlandbindung und hat zum Ziel, an den Partnerschulen Deutschunterricht einzuführen oder auszubauen.
Durch die gezielte Förderung der Schulen wird bei jungen Menschen in über 120 Ländern ein nachhaltiges Interesse und Begeisterung für das moderne Deutschland und die deutsche Sprache geweckt.

## Die Initiative
Die Initiative Schulen: Partner der Zukunft wird vom Auswärtigen Amt koordiniert und gemeinsam mit der Zentralstelle für das Auslandsschulwesen, dem Goethe-Institut, dem Pädagogischen Austauschdienst (PAD) des Sekretariats der Kultusministerkonferenz und dem Deutschen Akademischen Austauschdienst (DAAD) umgesetzt.
Ziel der Initiative ist es, die schulische Zusammenarbeit auszubauen, um in den nationalen Bildungssystemen Deutsch als Fremdsprache weiter zu festigen. Darüber hinaus wird das Netz von Deutschen Auslandsschulen und Schulen, die das Deutsche Sprachdiplom anbieten, erweitert. Dadurch werden langfristige Bindungen zu Deutschland aufgebaut, und die Schüler und Lehrer der Partnerschulen werden zum offenen Gedankenaustausch und zur Zusammenarbeit untereinander angeregt. Über das Erlernen der deutschen Sprache hinaus trägt PASCH als internationale Lerngemeinschaft nachhaltig zum kulturellen Austausch und besseren gemeinsamen Verständnis bei.
Die Maßnahmen der Partnerorganisationen umfassen verschiedene Bildungsangebote, die zur nachhaltigen Qualifizierung von Schülern sowie Lehrern beitragen. Die Initiative unterstützt junge Menschen zudem bei der Vorbereitung auf ein Studium in Deutschland und erweitert ihre Kompetenzen für das spätere Berufsleben.
Damit ist die Initiative auch ein Instrument der "Arbeitskräfteanwerbung" für den deutschen Arbeitsmarkt. So werden etwa Ausbildungsinteressierte für den Gesundheitsbereich in den PASCH-Schulen in Mexiko angesprochen. "Die Zusammenarbeit mit der Wirtschaft im Rahmen der Partnerschulinitiative PASCH „Schulen: Partner der Zukunft“ wird ausgebaut: Alumni von PASCH Schulen werden noch gezielter auf berufliche Perspektiven in Deutschland angesprochen – sei es ein Studium, eine berufliche Aus und Fortbildung oder die Ausübung einer beruflichen Tätigkeit."

## Partner
Koordiniert durch das Auswärtige Amt arbeiten bei der Initiative vier deutsche Bildungseinrichtungen eng zusammen: die Zentralstelle für das Auslandsschulwesen (ZfA), das Goethe-Institut, der Deutsche Akademische Austauschdienst (DAAD) und der Pädagogische Austauschdienst (PAD) des Sekretariats der Kultusministerkonferenz.

### Zentralstelle für das Auslandsschulwesen
Die ZfA fördert ein Netzwerk von über 1200 schulischen Einrichtungen im Ausland, an denen in Deutschland anerkannte Abschlüsse erzielt werden. Dieses Netz der Deutschen Auslandsschulen und nationalen Schulen, die das Deutsche Sprachdiplom anbieten, und ihre Kooperation mit anderen Schulen im Netzwerk der Initiative werden gestärkt und ausgebaut. Zusätzliche Schulkoordinatoren und Fachberater fördern eine qualitätsorientierte Schulentwicklung und unterstützen die Gründung neuer Privatschulen mit deutschem Profil. Sie intensivieren die Zusammenarbeit mit lokalen Schulen, die Deutsch als Fremdsprache anbieten und beraten beim Aufbau des Deutschunterrichts. Zusammen mit zusätzlich entsandten Lehrern ermöglichen sie die Einrichtung von neuen Bildungsgängen, die zu deutschen Abschlüssen nach internationalen Standards führen. Dazu gehören das gemischtsprachige Internationale Baccalaureat mit Deutsch, die Deutsche Internationale Abiturprüfung und das Deutsche Sprachdiplom der Kultusministerkonferenz (DSD).

### Goethe-Institut
Das Goethe-Institut unterstützt die von ihm betreuten 700 Schulen darin, Deutsch als Schulfach einzuführen oder auszubauen. Es bietet Lehrern methodisch-didaktische Fortbildungen und Sprachkurse an und stattet die Schulen mit multimedial verwendbaren Lehr-, Lern- und Landeskundematerialen aus. Außerdem entsendet das Goethe-Institut im Rahmen der Initiative weltweit Experten für Unterricht zur Betreuung der Partnerschulen.
Das Goethe-Institut führt u. a. jedes Jahr Jugendsprachkurse in Deutschland für über 900 Stipendiaten durch. Die Teilnehmer sind sehr gute und engagierte Schüler der vom Goethe-Institut betreuten PASCH-Schulen. Eine vom Goethe-Institut betreute Online-Community ermöglicht den Schülern, weltweit miteinander in Kontakt zu treten und sich in Übungsforen und moderierten Chats auf Deutsch auszutauschen. Die Lehrer haben auf der Moodle-basierten PASCH-Lernplattform die Möglichkeit, internetgestützten Unterricht anzubieten.

### Deutscher Akademischer Austauschdienst
Das Stipendienprogramm des DAAD für Absolventen Deutscher Auslands- und Partnerschulen wurde 2008 stark ausgeweitet: Die Zahl der Stipendien für ein Vollstudium in Deutschland wurde von 60 auf 120 verdoppelt und erstmals weltweit ausgeschrieben. Neu ist auch das an die deutschen Hochschulen gerichtete Programm BIDS (Betreuungs-Initiative Deutsche Auslands- und PartnerSchulen). Ziel ist die Verbesserung des unmittelbaren Kontaktes der deutschen Hochschulen zu den Auslands- und Partnerschulen für die Gewinnung von Absolventen. Unterstützt werden Motivationsstipendien, Personal für intensive Betreuung sowie Sach- und Mobilitätskostenzuschüsse für die Zusammenarbeit mit einzelnen Auslands- und/oder Partnerschulen.

### Pädagogischer Austauschdienst
Der Pädagogische Austauschdienst (PAD) baut im Rahmen der Initiative den Schüleraustausch und Schulpartnerschaften weiter aus. Im Internationalen Preisträgerprogramm für ausländische Schüler werden herausragende Deutschlerner aus über 90 Nationen gefördert und erhalten die Gelegenheit, Deutschland während eines 4-wöchigen Aufenthalts persönlich kennenzulernen. Ferner bietet der PAD 3-wöchige Hospitationsaufenthalte an deutschen Schulen oder 2-wöchige methodisch-didaktische und landeskundliche Fortbildungskurse in Deutschland an. Von diesem Angebot sollen in erster Linie Deutschlehrern aus dem Netzwerk der schulischen Einrichtungen der ZfA im Ausland profitieren. Durch persönliche Kontakte untereinander sowie mit den deutschen Kollegen der Gasteinrichtungen sollen die Teilnehmer E-Mail-Projekte oder Schulpartnerschaften zwischen ihren Schulen anbahnen und somit das Netzwerk festigen bzw. erweitern.

## Webportal PASCH-net
Die Website der Initiative bietet als Treffpunkt der internationalen PASCH-Gemeinschaft Lehrkräften sowie Schülern an PASCH-Schulen weltweit die Möglichkeit, miteinander in Kontakt zu treten. Sie informiert über die beteiligten Institutionen und ihre Aktivitäten. Eine interaktive Weltkarte gibt einen Überblick über das Netz der PASCH-Schulen. Die virtuelle Partnerbörse Partnerschulnetz.de unterstützt Schulen im Ausland und in Deutschland bei der Suche nach Partnern für Schulpartnerschaften. Lehramtsstudierende in Deutschland finden Informationen über Praktika an PASCH-Schulen.

### Angebote für Schüler und Lehrer
Lehrkräfte und Schüler finden auf PASCH-net Videos, Lesetexte und Audios auf verschiedenen Sprachniveaustufen und zu aktuellen Themen sowie Anregungen für den Einsatz von PASCH-net im Deutschunterricht, Unterrichtsmaterialien zum Herunterladen und Informationen zu methodisch-didaktischen Themen.
Deutschlernende von PASCH-Schulen tauschen sich über die Kommentarfunktion untereinander aus und können Texte, Fotos und Videos hochladen. Wettbewerbe und andere Mitmachaktionen laden zum Deutschüben ein.
Künftige Absolventinnen und Absolventen von PASCH-Schulen erhalten auf PASCH-net allgemeine Informationen zum Thema Studium und Ausbildung in Deutschland.